# Máximo Díaz-Cano
Máximo Díaz-Cano del Rey (La Solana, 23 de marzo de 1960) es un político español del PSOE.

## Trayectoria
Natural de La Solana, es funcionario de la Junta de Comunidades de Castilla-La Mancha. Miembro del Partido Socialista Obrero Español, ha sido director general de Cultura de Castilla-La Mancha, gobernador civil de Cuenca, consejero de Administraciones Públicas de Castilla-La Mancha y consejero Portavoz. Fue senador en la VI Legislatura por designación de la Junta de Comunidades de Castilla-La Mancha, y diputado al Congreso en la VII y VIII Legislatura por la provincia de Cuenca.
En septiembre de 2005 sustituyó a María del Carmen Valmorisco Martín como Delegado del Gobierno en Castilla-La Mancha hasta el 13 de enero de 2012, siendo sustituido por Jesús Labrador. Posteriormente, tras su cese en la Delegación del Gobierno, fue director del equipo de campaña de Carme Chacón durante el 38 º Congreso del PSOE, en el cual Alfredo Pérez Rubalcaba resultó vencedor. Meses más tarde, tras la formación del gobierno andaluz surgido tras las elecciones del 25 de marzo de 2012, es nombrado Secretario general de la Presidencia de la Junta de Andalucía, cargo que mantiene en la actualidad.

## Cargos desempeñados
- Director general de Cultura de Castilla-La Mancha (1991-1993).
- Gobernador civil de Cuenca (1994-1995).
- Consejero de Administraciones Públicas de la Junta de Comunidades de Castilla-La Mancha (1995-1996).
- Diputado por Cuenca en el Congreso de los Diputados (1996-1997).
- Consejero Portavoz de la Junta de Comunidades de Castilla-La Mancha (1997-1998).
- Secretario general del PSOE de Cuenca (1997-2004).
- Senador designado por las Cortes de Castilla-La Mancha (1998-1999)
- Diputado por Cuenca en el Congreso de los Diputados (2000-2004).
- Consejero de Presidencia de la Junta de Comunidades de Castilla-La Mancha (2004-2005).
- Delegado del Gobierno en la Comunidad Autónoma de Castilla-La Mancha (2005-2012).
- Secretario general de la Presidencia de la Junta de Andalucía (Desde 2012).